# رونالد هوارد
رونالد هوارد (بالإنجليزية: Ronald Howard)‏ (و. 1918 – 1996 م) هو ممثل، من المملكة المتحدة، ولد في لندن، توفي عن عمر يناهز 78 عاماً.

## التعليم
تعلم في جامعة كامبريدج.

## وصلات خارجية
- رونالد هوارد على موقع IMDb (الإنجليزية)
- رونالد هوارد على موقع ألو سيني (الفرنسية)
- رونالد هوارد على موقع أول موفي (الإنجليزية)
- رونالد هوارد على موقع قاعدة بيانات برودواي على الإنترنت (الإنجليزية)
- رونالد هوارد على موقع قاعدة بيانات الأفلام السويدية (السويدية)
- رونالد هوارد على موقع إن إن دي بي (الإنجليزية)
- رونالد هوارد على موقع قاعدة بيانات الفيلم (الإنجليزية)
- رونالد هوارد على موقع كينوبويسك (الروسية)